# Nicoma Park
Nicoma Park és una ciutat dels Estats Units a l'estat d'Oklahoma. Segons el cens del 2000 tenia 2.415 habitants.

## Demografia
Segons el cens del 2000, Nicoma Park tenia 2.415 habitants, 943 habitatges, i 691 famílies. La densitat de població era de 285,1 habitants per km².
Dels 943 habitatges en un 30,2% hi vivien nens de menys de 18 anys, en un 57,3% hi vivien parelles casades, en un 11,6% dones solteres, i en un 26,7% no eren unitats familiars. En el 23,1% dels habitatges hi vivien persones soles el 9,8% de les quals corresponia a persones de 65 anys o més que vivien soles. El nombre mitjà de persones vivint en cada habitatge era de 2,56 i el nombre mitjà de persones que vivien en cada família era de 3,02.
Per edats la població es repartia de la següent manera: un 25,5% tenia menys de 18 anys, un 7,4% entre 18 i 24, un 27% entre 25 i 44, un 23,5% de 45 a 60 i un 16,6% 65 anys o més.
L'edat mediana era de 38 anys. Per cada 100 dones de 18 o més anys hi havia 95 homes.
La renda mediana per habitatge era de 36.190 $ i la renda mediana per família de 40.345 $. Els homes tenien una renda mediana de 30.339 $ mentre que les dones 20.417 $. La renda per capita de la població era de 17.801 $. Entorn del 7% de les famílies i el 10,6% de la població estaven per davall del llindar de pobresa.

## Poblacions més properes
El següent diagrama mostra les poblacions més properes.